# Mosze Feiglin
Mosze Zalman Feiglin (hebr.: משה פייגלין, ang.: Moshe Zalman Feiglin, ur. 31 lipca 1962 w Hajfie) – izraelski działacz społeczny, wojskowy i skrajnie prawicowy polityk, w latach 2013–2015 poseł do Knesetu z listy Likudu.

## Życiorys
Urodził się 31 lipca 1962 w Hajfie. Służbę wojskową zakończył w stopniu kapitana.
Był założycielem i przewodniczącym ruchów społecznych: Zo Arcejnu (w latach 90.) oraz Manigut Jehudit, domagającego się oparcia polityki państwa o tradycyjne żydowskie wartości. Ruch wszedł w skład partii Likud jako jedna z frakcji.
W wyborach parlamentarnych w 2013 po raz pierwszy dostał się do izraelskiego parlamentu. W dziewiętnastym Knesecie pełnił funkcję zastępcy przewodniczącego, zasiadał w kilku komisjach oraz przewodniczył czterem parlamentarnym lobby.
W wyborach w 2015 utracił miejsce w parlamencie.

## Kontrowersje
W maju 2025 r. krytykując pozwolenie izraelskiego rządu na dopuszczenie pomocy humanitarnej dla Strefy Gazy stwierdził, że „każde dziecko w Gazie jest wrogiem”, a także że Izrael powinien podbić Gazę i ją zasiedlić, zaznaczył że żadne dziecko z Gazy nie powinno w niej zostać.